# Tosontsengel, Zawchan
Tosontsengel este un sum al provinciei Zawchan-Aimag (aimag) în vestul Mongoliei.

## Date generale
Tosontsengel este situat la nord-est de aimag-ul Zawchan. Râul Ider împarte teritoriul în două părți. Partea de nord (mai mică) este formată cu versanții sudici ai lanțului Bulnain Nuruu (cel mai înalt punct este muntele Bayartyn Ereen Uul cu 2.593 m), care formează granița aimag-urilor Dzavkhan și Chöwsgöl. Cel mai jos punct din Tosontsengel se află situat la altitudinea de 1.624 m.

## Record
Cea mai mare presiune barometrică înregistrată vreodată pe Pământ (la o altitudine de peste 750 m) a fost de 1.085,7 mbar măsurată în Tonsontsengel la 19 decembrie 2001.

## Populație
Populația este de aproximativ 9.000 de oameni. Populația este formată în timpul iernii din 920 de familii (aproximativ 5.000 de locuitori) și aproximativ 680 în timpul verii. În Tosontsengel se află o școală de zece clase și un spital.

## Economia
În perioada socialistă Tosontsengel a fost unul dintre cele mai mari centre industriale din Mongolia pentru prelucrarea lemnului. O hidrocentrală a fost construită pe râul Ider, foarte aproape de Tosontsengel.